# Carlos Páez Vilaró
Carlos Páez Vilaró (Montevideo, 1. studenog 1923. – Punta Ballena, 24. veljače 2014.) bio je urugvajski apstraktni umjetnik, slikar, lončar, kipar, muralist, pisac, skladatelj i konstruktor.

## Život i rad
Carlos Páez Vilaró rođen je 1923. godine u Montevideu, Urugvaj. Crtanjem se počeo baviti 1939. godine te se preselio u Buenos Aires, gdje je radio kao tiskarski pripravnik u industrijskom odjelu Barracas u argentinskoj prijestolnici. Vraćajući se u Montevideu u kasnim četrdesetima, razvio je interes za afro-urugvajsku kulturu. Smjestio se u Montevideovu, uglavnom crnu četvrt "Mediomundo" ("Pola svijeta"), proučavao je plesove Candombé i Comparsa karakteristične za urugvajsku kulturu.  
Sastavio je brojne glazbene skladbe u dva žanra i dirigirao orkestrom. Konge i bongovi bili su ukrašeni njegovim crtežima. Njegovo zanimanje za kulturu kasnije ga je dovelo u Brazil, dom najveće populacije afričkog porijekla u Južnoj Americi. Ravbatelj Muzeja moderne umjetnosti u Parizu, Jean Cassou, pozvao je Páez Vilara 1956. Kako bi npravio izložbu u tom muzeju Tri godine kasnije odlazi u svoj prvi posjet Africi u Dakar,
Bio je član Grupe 8, koju su pokreuli urugvajski umjetnici 1958. u svrhu promicanja novih tendencija u slikarstvu. Godine 1960. likovni kritičar Rafael Squirru pozvao ih je da se pridruže međunarodnoj izložbi u Muzeju moderne umjetnosti u Buenos Airesu s umjetnicima poput Willema De Kooninga, Rogera Hiltona i Lucije Fontane. Eksperimentalne tendencije Grupes 8 dobile su mjesto neupitne važnosti ne samo u panorami urugvajske umjetnosti, već i na međunarodnoj razini, a neki od njihovih djela dio su muzeja i zbirki širom svijeta.[nedostaje izvor]
Sve poznatiji, Páez Vilaró dobio je nalog za stvaranje zidnog murala za tunel koji bi spajao novi aneks sa sjedištem Organizacije američkih država u Washingtonu, DC, zgradom Panaameričke unije. Iako je izvorno namjeravao biti manji od 15 metres na kraju je iznosio 155 metara dugačak i skoro 2 metres visok kad je otkriven 1960. Opsežna oštećenja od vlage su 1975. umjetnika natjerala umjetnika da preuredi mural.
Kupio je nekretninu ispred mora na slikovitom, tada pusto Punta Ballena u istočnom Urugvaju, sagradivši malu drvenu kućicu koja je s vremenom postala " Casapueblo " ("Kuća-selo"). Rasprostranjeni spoj, bijeljeni cementna fasada podsjeća na kuće na Mykonosu, umjetnik ju je gradio u fazama kako bi nalikovao na ptičja gnijezda koje su stvorile domaće ptice hornero i na kraju je postao njegov dom, atelje i muzej.  Iako je do 1968. boravio u Casapueblu - njegovoj "živoj skulpturi", Páez Vilaró je nastavio dograđivati strukturu, ponekad stvarajući sobu za određenog gosta. Kasnije je otvorio dio Casapuebla kao hotel.   
Páez Vilaró također je ostao aktivan i u europskoj i afričkoj kulturi. Ostao je blizak s brojnim prijateljima iz njegovih dana u Parizu u kasnim pedesetima, posebno s Brigitte Bardot i Pablom Picassom, a 1967. osnovao je filmsku produkcijsku tvrtku ("Dahlia") uz pomoć europskih industrijalaca Gerarda Lecleryja i Gunther Sachsa .
Páez Vilaró oženio se s Madelón Rodríguez Gómez, te je dobio troje djece. Jedan od njih, Carlos "Carlitos" Páez Rodríguez, postao je ragbijaš ragbi. 13. listopada 1972., u zabranjenom rasponu Anda, između Čilea i provincije Mendoza, Argentina, srušio se urugvajski zrakoplov koji je prevozio ragbijašku momčad njegovog sina. Páez Vilaró pridružio se misiji potrage i spašavanja 45 putnika, od kojih je 16 preživjelo, uključujući njegova sina, s kojim je ponovno ujedinjen, nedugo nakon njihova spašavanja 23. prosinca.
Páez Vilaró imao je poteškoća i na drugim područjima svog života. Upoznao je Argentinku Annette Deussen 1976. godine, a ona je 1984. godine rodila njegovo dijete. Deussen je u to vrijeme bila u braku s drugim muškarcem, a brak im je završio 1986. godine; ona i Páez Vilaró vjenčali su se 1989. godine. Njezin bivši suprg, nastavio je zakonsku borbu za dijete više od desetljeća, čak i nakon što je testovima utvrđeno očinstvo Páeza Vilaróa. To je pitanje konačno riješeno u korist Páez Vilarósa 1999. godine.
Nastavio je stvarati freske i skulpture za razne vladine urede, sjedišta poduzeća, privatne domove i druge zgrade. U Argentini je stvorio 12 murala, 16 u Brazilu, 4 u Čadu, 3 u Čileu, 4 u Gabonu, 11 u Sjedinjenim Državama i 30 u rodnom Urugvaju, kao i rasipanje djela drugdje u Africi i na Polineziji otoci.  Dizajnirao je i kapelu za groblje bez križeva ili nadgrobnih spomenika u San Isidru u Buenos Airesu i 1989. obnovio napuštenu kuću u obližnjem Tigreu na način Casapuebla; smatrao je kapelu San Isidro svojim „najvećim djelom“.  
Páez Vilaró umro je 24. veljače 2014 u dobi od 90 godina u svom domu Casapueblo, u Punta Ballena.
Njegov sin je u reakciji na očevu smrt izjavio „Nadam se da počiva u miru. Nikad nisam vidio tipa koji toliko radi, i to mislim. Radio je do jučer. "